# Astragalus crispocarpus
Astragalus crispocarpus là một loài thực vật có hoa trong họ Đậu. Loài này được Nabelek miêu tả khoa học đầu tiên.